# Campeonato Descentralizado 1980
El Campeonato Descentralizado 1980 fue la 54.ª edición de la Primera División del Perú, fue jugado con dieciséis equipos. La organización, control y desarrollo del torneo estuvo a cargo de la Asociación Deportiva de Fútbol Profesional (ADFP), bajo la supervisión de la Federación Peruana de Fútbol (FPF).
Esta campaña fue histórica para el Sporting Cristal pues batió el récord de más partidos ligueros consecutivos (20) que sigue vigente hasta la fecha, también por primera vez, el Atlético Torino clasificó a la Copa Libertadores.

## Sistema de competición
Como en temporadas anterior, se dividirá en 2 etapas:

### Primera Etapa
Consta de un grupo único integrado por dieciséis clubes de toda la geografía peruana. Siguiendo un sistema de liga, los dieciséis equipos se enfrentan todos contra todos en dos ocasiones, una en campo propio y otra en campo contrario, sumando un total de 30 jornadas. El orden de los encuentros se decidirá por sorteo antes de empezar la competición.
La clasificación final se establecerá teniendo en cuenta los puntos obtenidos en cada enfrentamiento, a razón de dos por partido ganado, uno por empate y ninguno en caso de derrota. Si al finalizar el campeonato dos equipos igualan a puntos, los mecanismos para desempatar la clasificación son los siguientes:
- El que tiene una mejor diferencia de goles en el campeonato.
- El que tiene una mejor diferencia de goles en partidos jugados entre ellos.
- Sorteo.

### Segunda Etapa

#### Liguilla por el título
Los primeros 4 clasificados de la Primera Fase juegan entre sí partidos de ida y vuelta, la sumatoria de puntos se basa en los puntos que consiguieron en la Primera Fase.
En el caso de que el Primer y Segundo clasificado estén empatados a puntos, el mecanismo es el siguiente:
- Partido en cancha neutral, si el partido termina en empate, se decidirá por medio de los penales.

#### Liguilla por la permanencia
Los últimos 4 clasificados de la Primera Fase juegan entre sí partidos de ida y vuelta, la sumatoria de puntos se basa en los puntos que consiguieron en la Primera Fase.
En el caso de que el Penúltimo y Último clasificado estén empatados a puntos, el mecanismo es el siguiente:
- Partido en cancha neutral, si el partido termina en empate, se decidirá por medio de los penales.

### Clasificación para torneos internacionales
La CONMEBOL otorga a la Liga peruana dos plazas de clasificación para la Copa Libertadores 1981 que se distribuirá de la siguiente forma:
- Perú 1: Campeón del Campeonato Descentralizado 1980
- Perú 2: Subcampeón del Campeonato Descentralizado 1980.

### Descenso
El último clasificado descenderá a la Copa Perú 1981 - Región IX, mientras que el penúltimo tendrá que jugar un Repechaje contra el Subcampeón de la Copa Perú 1980 - Región IX.

## Equipos participantes

### Localización
Perú está dividido en 24 departamentos y una provincia constitucional, 9 están representados en el campeonato con por lo menos un equipo. La Provincia de Lima cuenta con la mayor cantidad de representantes (6 equipos), seguido por la Provincia Constitucional del Callao y Junín (2 equipos) y de las demás regiones (1 equipo).
| Lima       | 6 | Alianza Lima, Deportivo Municipal, Juventud La Palma, Sporting Cristal, Unión Huaral y Universitario | CNI Coronel Bolognesi Unión Huaral Alianza Lima Deportivo Municipal Juventud La Palma Sporting Cristal Universitario Atlético Torino Juan Aurich Melgar Alfonso Ugarte ADT Deportivo Junín Atl. Chalaco Sport · Boys Localización de los equipos de la Primera División 1980 |
| Callao     | 2 | Atlético Chalaco y Sport Boys                                                                        | CNI Coronel Bolognesi Unión Huaral Alianza Lima Deportivo Municipal Juventud La Palma Sporting Cristal Universitario Atlético Torino Juan Aurich Melgar Alfonso Ugarte ADT Deportivo Junín Atl. Chalaco Sport · Boys Localización de los equipos de la Primera División 1980 |
| Junín      | 2 | ADT y Deportivo Junín                                                                                | CNI Coronel Bolognesi Unión Huaral Alianza Lima Deportivo Municipal Juventud La Palma Sporting Cristal Universitario Atlético Torino Juan Aurich Melgar Alfonso Ugarte ADT Deportivo Junín Atl. Chalaco Sport · Boys Localización de los equipos de la Primera División 1980 |
| Arequipa   | 1 | FBC Melgar                                                                                           | CNI Coronel Bolognesi Unión Huaral Alianza Lima Deportivo Municipal Juventud La Palma Sporting Cristal Universitario Atlético Torino Juan Aurich Melgar Alfonso Ugarte ADT Deportivo Junín Atl. Chalaco Sport · Boys Localización de los equipos de la Primera División 1980 |
| Lambayeque | 1 | Juan Aurich                                                                                          | CNI Coronel Bolognesi Unión Huaral Alianza Lima Deportivo Municipal Juventud La Palma Sporting Cristal Universitario Atlético Torino Juan Aurich Melgar Alfonso Ugarte ADT Deportivo Junín Atl. Chalaco Sport · Boys Localización de los equipos de la Primera División 1980 |
| Piura      | 1 | Atlético Torino                                                                                      | CNI Coronel Bolognesi Unión Huaral Alianza Lima Deportivo Municipal Juventud La Palma Sporting Cristal Universitario Atlético Torino Juan Aurich Melgar Alfonso Ugarte ADT Deportivo Junín Atl. Chalaco Sport · Boys Localización de los equipos de la Primera División 1980 |
| Puno       | 1 | Alfonso Ugarte                                                                                       | CNI Coronel Bolognesi Unión Huaral Alianza Lima Deportivo Municipal Juventud La Palma Sporting Cristal Universitario Atlético Torino Juan Aurich Melgar Alfonso Ugarte ADT Deportivo Junín Atl. Chalaco Sport · Boys Localización de los equipos de la Primera División 1980 |
| Loreto     | 1 | Colegio Nacional de Iquitos                                                                          | CNI Coronel Bolognesi Unión Huaral Alianza Lima Deportivo Municipal Juventud La Palma Sporting Cristal Universitario Atlético Torino Juan Aurich Melgar Alfonso Ugarte ADT Deportivo Junín Atl. Chalaco Sport · Boys Localización de los equipos de la Primera División 1980 |
| Tacna      | 1 | Coronel Bolognesi                                                                                    | CNI Coronel Bolognesi Unión Huaral Alianza Lima Deportivo Municipal Juventud La Palma Sporting Cristal Universitario Atlético Torino Juan Aurich Melgar Alfonso Ugarte ADT Deportivo Junín Atl. Chalaco Sport · Boys Localización de los equipos de la Primera División 1980 |

### Ascensos y descensos
Un total de 16 equipos disputan la liga: los 15 primeros clasificados del Campeonato Descentralizado 1979 y el campeón de la Copa Perú 1979.

#### Descenso a Copa Perú
El único equipo que descendió en la temporada pasada fue el León de Huánuco, en la Primera Etapa quedó en el 9.º lugar con los mismos puntos que el Deportivo Junín que clasificó a la liguilla por el título, pero con peor diferencia de gol, por esto se tubo que ir a disputar la liguilla por la permanencia donde quedó último con 12 puntos, pero como CNI y Juventud La Palma también tenían dicha cantidad de puntos, se tuvieron que enfrentar otra vez para decidir al que iba a descender, todos los partidos se disputaron en Lima y León de Huánuco perdió 0-2 con CNI y consumó su descenso al perder también 0-2 con Juventud La Palma, el cuadro huanuqueño quedó último con 0 puntos y descendía luego de permanecer 8 temporadas en la Primera División.

#### Ascenso de Copa Perú
El ADT de Junín fue el campeón de la Copa Perú 1979, llegó a la Etapa Nacional y allí lideró un grupo conformado por Defensor Lima, Papelera Atlas y Deportivo SIMA, clasificando al hexagonal final, empezó ganado al UTC y empatando contra Deportivo Garcilaso, pero luego obtuvo 2 victorias seguidas contra Defensor Lima y Deportivo Centenario, en la última fecha se daría como una final del ascenso, el ADT llegaba como líder con 7 puntos mientras que el Aguas Verdes de Tumbes estaba con 6, el partido terminaría 0-0 y ADT por primera vez en su historia ascendió a la Primera División.
| Pos. | Descendidos a Copa Perú |
| ---- | ----------------------- |
| 16.º | León de Huánuco         |

| Pos. | Ascendidos de Copa Perú |
| ---- | ----------------------- |
| 1.º  | ADT                     |

### Información de los equipos
| Equipo                     | Ciudad   | Entrenador          | Estadio               | Aforo  |
| -------------------------- | -------- | ------------------- | --------------------- | ------ |
| Asociación Deportiva Tarma | Tarma    | Vito Andrés Bártoli | Unión Tarma           | 9 000  |
| Alfonso Ugarte             | Puno     | Víctor Lobatón      | Enrique Torres Belón  | 20 000 |
| Alianza Lima               | Lima     | César Cubilla       | Alejandro Villanueva  | 33 938 |
| Atlético Chalaco           | Callao   | Adolfo Riquelme     | Telmo Carbajo         | 6 000  |
| Atlético Torino            | Talara   | Diego Agurto        | Campeonísimo          | 8 000  |
| CNI                        | Iquitos  | Víctor Benítez      | Max Agustín           | 24 000 |
| Coronel Bolognesi          | Tacna    | Luis Roth           | Jorge Basadre         | 19 850 |
| Deportivo Junín            | Huancayo | Ronald Pitot        | Huancayo              | 20 000 |
| Deportivo Municipal        | Lima     | Juan José Tan       | Nacional              | 45 750 |
| Juan Aurich                | Chiclayo | Orlando De La Torre | Elías Aguirre         | 24 500 |
| Juventud La Palma          | Huacho   | Tachero Martínez    | Segundo Aranda Torres | 8 000  |
| FBC Melgar                 | Arequipa | Máximo Carrasco     | Mariano Melgar        | 20 000 |
| Sport Boys                 | Callao   | José Chiarella      | Telmo Carbajo         | 6 000  |
| Sporting Cristal           | Lima     | Marcos Calderón     | Nacional              | 45 750 |
| Unión Huaral               | Huaral   | Moisés Barack       | Julio Lores Colan     | 10 000 |
| Universitario              | Lima     | Luis Zacarías       | Nacional              | 45 750 |

## Primera etapa

### Clasificación
| Pos. | Equipo              | PJ | G  | E  | P  | GF | GC | Dif | Pts | Notas                       |
| ---- | ------------------- | -- | -- | -- | -- | -- | -- | --- | --- | --------------------------- |
| 1.   | Sporting Cristal    | 30 | 16 | 9  | 5  | 47 | 24 | +23 | 41  | Liguilla por el título      |
| 2.   | Atlético Torino     | 30 | 14 | 10 | 6  | 51 | 34 | +17 | 38  | Liguilla por el título      |
| 3.   | Alfonso Ugarte      | 30 | 14 | 8  | 8  | 49 | 32 | +17 | 36  | Liguilla por el título      |
| 4.   | ADT                 | 30 | 13 | 10 | 7  | 40 | 31 | +9  | 36  | Liguilla por el título      |
| 5.   | Alianza Lima        | 30 | 11 | 12 | 7  | 39 | 26 | +13 | 34  |                             |
| 6.   | Deportivo Municipal | 30 | 11 | 9  | 10 | 45 | 44 | +1  | 31  |                             |
| 7.   | Deportivo Junín     | 30 | 11 | 8  | 11 | 34 | 37 | -3  | 30  |                             |
| 8.   | Atlético Chalaco    | 30 | 8  | 13 | 9  | 35 | 35 | 0   | 29  |                             |
| 9.   | Universitario       | 30 | 6  | 16 | 8  | 42 | 41 | +1  | 28  |                             |
| 10.  | Unión Huaral        | 30 | 9  | 10 | 11 | 32 | 39 | -7  | 28  |                             |
| 11.  | Juan Aurich         | 30 | 8  | 12 | 10 | 28 | 35 | -7  | 28  |                             |
| 12.  | CNI                 | 30 | 7  | 12 | 11 | 33 | 49 | -16 | 26  |                             |
| 13.  | Sport Boys          | 30 | 7  | 11 | 12 | 33 | 39 | -6  | 25  | Liguilla por la permanencia |
| 14.  | FBC Melgar          | 30 | 7  | 11 | 12 | 34 | 41 | -7  | 25  | Liguilla por la permanencia |
| 15.  | Coronel Bolognesi   | 30 | 7  | 10 | 13 | 25 | 31 | -6  | 24  | Liguilla por la permanencia |
| 16.  | Juventud La Palma   | 30 | 6  | 9  | 15 | 27 | 56 | -29 | 21  | Liguilla por la permanencia |

|  | Clasificados a la Liguilla por el título 1980.   |
|  | Relegados a la Liguilla por la permanencia 1980. |

### Resultados
| Local \ Visitante   | ADT | UGA | ALI | CHA | TOR | CNI | BOL | JUN | MUN | AUR | PAL | MEL | SBA | CRI | HUA | UNI |
| ------------------- | --- | --- | --- | --- | --- | --- | --- | --- | --- | --- | --- | --- | --- | --- | --- | --- |
| ADT                 |     | 1–4 | 0–0 | 1–1 | 2–1 | 2–0 | 2–0 | 2–0 | 3–0 | 2–0 | 4–2 | 2–1 | 0–0 | 0–0 | 3–0 | 2–1 |
| Alfonso Ugarte      | 0–0 |     | 1–1 | 1–2 | 2–0 | 3–0 | 4–1 | 4–0 | 3–3 | 4–0 | 2–0 | 2–0 | 1–1 | 2–1 | 1–0 | 2–0 |
| Alianza Lima        | 1–0 | 2–2 |     | 1–0 | 1–1 | 5–0 | 0–0 | 1–1 | 3–3 | 0–1 | 3–0 | 3–1 | 3–2 | 0–1 | 1–2 | 2–2 |
| Atlético Chalaco    | 2–2 | 2–4 | 0–0 |     | 1–0 | 0–1 | 0–0 | 0–0 | 2–0 | 2–1 | 2–0 | 2–0 | 2–2 | 1–2 | 0–0 | 4–2 |
| Atlético Torino     | 1–0 | 2–0 | 0–1 | 2–1 |     | 6–0 | 1–0 | 4–0 | 3–3 | 1–1 | 2–0 | 3–1 | 2–0 | 0–0 | 2–1 | 4–1 |
| CNI                 | 1–1 | 1–1 | 1–0 | 0–0 | 4–0 |     | 1–1 | 1–0 | 4–2 | 4–1 | 2–2 | 1–1 | 1–1 | 1–3 | 2–1 | 1–1 |
| Coronel Bolognesi   | 1–2 | 1–0 | 0–0 | 0–1 | 0–0 | 3–0 |     | 0–0 | 1–0 | 1–1 | 2–0 | 3–0 | 2–1 | 0–1 | 3–0 | 0–1 |
| Deportivo Junín     | 1–0 | 1–0 | 1–0 | 2–1 | 0–1 | 1–1 | 3–1 |     | 1–0 | 4–3 | 4–0 | 0–0 | 2–3 | 1–0 | 4–2 | 0–0 |
| Deportivo Municipal | 3–0 | 1–0 | 2–0 | 1–1 | 3–3 | 2–1 | 1–0 | 3–2 |     | 4–2 | 2–2 | 2–1 | 1–0 | 0–2 | 1–3 | 1–1 |
| Juan Aurich         | 2–1 | 2–1 | 0–1 | 0–0 | 0–0 | 1–1 | 1–0 | 3–2 | 0–0 |     | 1–1 | 0–1 | 0–0 | 0–0 | 0–1 | 1–1 |
| Juventud La Palma   | 1–1 | 1–2 | 0–1 | 1–0 | 2–4 | 2–1 | 0–0 | 2–1 | 2–1 | 0–1 |     | 0–0 | 1–0 | 1–0 | 0–0 | 1–1 |
| Melgar              | 1–2 | 1–1 | 0–4 | 4–2 | 0–0 | 2–1 | 1–1 | 1–1 | 1–0 | 1–0 | 7–2 |     | 4–0 | 2–2 | 1–1 | 0–0 |
| Sport Boys          | 1–2 | 0–1 | 1–1 | 2–2 | 3–0 | 0–0 | 3–2 | 1–1 | 0–2 | 0–3 | 4–0 | 2–0 |     | 2–1 | 1–0 | 1–1 |
| Sporting Cristal    | 1–1 | 5–0 | 1–0 | 2–2 | 0–0 | 2–2 | 3–0 | 1–0 | 2–1 | 0–1 | 5–4 | 2–1 | 1–0 |     | 3–0 | 2–2 |
| Unión Huaral        | 2–2 | 1–1 | 2–3 | 3–1 | 3–3 | 1–0 | 1–1 | 2–0 | 0–2 | 1–1 | 0–0 | 1–0 | 1–0 | 0–1 |     | 1–1 |
| Universitario       | 3–0 | 2–0 | 1–1 | 1–1 | 4–5 | 4–0 | 3–1 | 0–1 | 1–1 | 1–1 | 3–0 | 1–1 | 2–2 | 0–3 | 1–2 |     |

## Liguilla por el título

### Clasificación
|    |  | Equipo               | PJ | G  | E  | P  | GF | GC | Dif | Pts | Notas                  |
| -- |  | -------------------- | -- | -- | -- | -- | -- | -- | --- | --- | ---------------------- |
| 1. |  | Sporting Cristal (C) | 36 | 19 | 11 | 6  | 53 | 29 | +24 | 49  | Copa Libertadores 1981 |
| 2. |  | Atlético Torino      | 36 | 17 | 10 | 9  | 57 | 40 | +17 | 44  | Copa Libertadores 1981 |
| 3. |  | ADT                  | 36 | 14 | 11 | 11 | 47 | 37 | +10 | 42  |                        |
| 4. |  | Alfonso Ugarte       | 36 | 15 | 10 | 11 | 58 | 43 | +15 | 40  |                        |

|  | Campeón y Clasificado a la Copa Libertadores 1981.    |
|  | Subcampeón y Clasificado a la Copa Libertadores 1981. |

|                             |
| Campeón                     |
| Sporting Cristal 7.º título |

### Evolución de la clasificación
| Jornada          | 31 | 32 | 33 | 34 | 35 | 36 |
| Equipo           |    |    |    |    |    |    |
| ---------------- | -- | -- | -- | -- | -- | -- |
| Sporting Cristal | 1  | 1  | 1  | 1  | 1  | 1  |
| Atlético Torino  | 3  | 2  | 2  | 2  | 2  | 2  |
| ADT              | 4  | 4  | 4  | 4  | 4  | 3  |
| Alfonso Ugarte   | 2  | 3  | 3  | 3  | 3  | 4  |

### Resultados
| Alfonso Ugarte   | 2 - 1 | Atlético Torino | Enrique Torres Belón | 6 de diciembre |
| Sporting Cristal | 1 - 0 | ADT             | Nacional             | 7 de diciembre |

| Atlético Torino | 2 - 0 | Sporting Cristal | Campeonísimo | 13 de diciembre |
| ADT             | 3 - 3 | Alfonso Ugarte   | Unión Tarma  | 13 de diciembre |

| Alfonso Ugarte  | 2 - 2 | Sporting Cristal | Enrique Torres Belón | 20 de diciembre |
| Atlético Torino | 1 - 0 | ADT              | Campeonísimo         | 21 de diciembre |

| ADT             | 1 - 1 | Sporting Cristal | Unión Tarma  | 27 de diciembre |
| Atlético Torino | 2 - 1 | Alfonso Ugarte   | Campeonísimo | 27 de diciembre |

| Sporting Cristal (C) | 1 - 0 | Atlético Torino | Nacional             | 2 de enero |
| Alfonso Ugarte       | 0 - 1 | ADT             | Enrique Torres Belón | 3 de enero |

| Sporting Cristal | 2 - 1 | Alfonso Ugarte  | Nacional    | 9 de enero  |
| ADT              | 2 - 0 | Atlético Torino | Unión Tarma | 10 de enero |

### Tabla de resultados cruzados
| Local \ Visitante | ADT | ALU | ATO | CRI |
| ----------------- | --- | --- | --- | --- |
| ADT               | —   | 3–3 | 2–0 | 1–1 |
| Alfonso Ugarte    | 0–1 | —   | 2–1 | 2–2 |
| Atlético Torino   | 1–0 | 2–1 | —   | 2–0 |
| Sporting Cristal  | 1–0 | 2–1 | 1–0 | —   |

## Liguilla por la permanencia

### Clasificación
|     |  | Equipo                | PJ | G  | E  | P  | GF | GC | Dif | Pts | Notas          |
| --- |  | --------------------- | -- | -- | -- | -- | -- | -- | --- | --- | -------------- |
| 13. |  | FBC Melgar            | 36 | 10 | 14 | 12 | 45 | 45 | 0   | 34  |                |
| 14. |  | Sport Boys            | 36 | 10 | 13 | 13 | 44 | 46 | -2  | 33  |                |
| 15. |  | Coronel Bolognesi     | 36 | 8  | 13 | 15 | 33 | 40 | -7  | 29  | Repechaje      |
| 16. |  | Juventud La Palma (D) | 36 | 6  | 11 | 19 | 30 | 69 | -39 | 21  | Copa Perú 1981 |

|  | Va al Repechaje 1980.                         |
|  | Desciende a la Copa Perú 1981 Etapa Nacional. |

1. ↑  Se le descontaron 2 puntos por quedar último en la Primera Fase.

### Evolución de la clasificación
| Jornada           | 31 | 32 | 33 | 34 | 35 | 36 |
| Equipo            |    |    |    |    |    |    |
| ----------------- | -- | -- | -- | -- | -- | -- |
| FBC Melgar        | 14 | 14 | 14 | 14 | 14 | 13 |
| Sport Boys        | 13 | 13 | 13 | 13 | 13 | 14 |
| Coronel Bolognesi | 15 | 15 | 15 | 15 | 15 | 15 |
| Juventud La Palma | 16 | 16 | 16 | 16 | 16 | 16 |

### Resultados
| Juventud La Palma | 1 - 1 | FBC Melgar | Segundo Aranda Torres | 13 de diciembre |
| Coronel Bolognesi | 2 - 2 | Sport Boys | Jorge Basadre         | 20 de diciembre |

| FBC Melgar | 1 - 0 | Coronel Bolognesi | Mariano Melgar | 27 de diciembre |
| Sport Boys | 2 - 0 | Juventud La Palma | Miguel Grau    | 27 de diciembre |

| Sport Boys        | 1 - 1 | FBC Melgar        | Miguel Grau   | 3 de enero |
| Coronel Bolognesi | 2 - 0 | Juventud La Palma | Jorge Basadre | 3 de enero |

| FBC Melgar | 4 - 0 | Juventud La Palma | Mariano Melgar | 10 de enero |
| Sport Boys | 3 - 1 | Coronel Bolognesi | Miguel Grau    | 10 de enero |

| Juventud La Palma | 1 - 3 | Sport Boys | Segundo Aranda Torres | 17 de enero |
| Coronel Bolognesi | 2 - 2 | FBC Melgar | Jorge Basadre         | 17 de enero |

| FBC Melgar        | 2 - 0 | Sport Boys        | Mariano Melgar        | 24 de enero |
| Juventud La Palma | 1 - 1 | Coronel Bolognesi | Segundo Aranda Torres | 24 de enero |

### Tabla de resultados cruzados
| Local \ Visitante | BOL | JLA | MEL | SBA |
| ----------------- | --- | --- | --- | --- |
| Coronel Bolognesi | —   | 2–0 | 2–2 | 2–2 |
| Juventud La Palma | 1–1 | —   | 1–1 | 1–3 |
| FBC Melgar        | 1–0 | 4–0 | —   | 2–0 |
| Sport Boys        | 3–1 | 2–0 | 1–1 | —   |

## Repechaje
El Repechaje fue disputado por el Coronel Bolognesi, penúltimo del Descentralizado 1980, y el Unión Gonzales Prada, subcampeón de la Copa Perú 1980, el cuadro tacneño se impuso claramente con un marcador global de 5-0, manteniendo la categoría, mientras que el cuadro limeño perdió su mejor oportunidad para ascender a la Primera División.

| Ida; 1 de febrero de 1981 | Unión Gonzales Prada | 0-2     | Coronel Bolognesi            | Estadio Alejandro Villanueva, Lima |  |
|                           |                      | Reporte | Américo Nieri · Enrique Boné |                                    |  |

| Vuelta; 8 de febrero de 1981 | Coronel Bolognesi                         | 3-0 (Global 5-0) | Unión Gonzales Prada | Estadio Jorge Basadre, Tacna |  |
|                              | Victorino Vicente · Pérez · José Zevallos | Reporte          |                      |                              |  |

- Coronel Bolognesi permanece en la Primera División para la campaña 1981.
- Unión Gonzales Prada permanece en la Copa Perú para la campaña Copa Perú 1981 - Región IX.

## Goleadores
| Jugador | Jugador              | Goles | Equipo                    |
| ------- | -------------------- | ----- | ------------------------- |
| Peruano | Oswaldo Ramírez      | 19    | Sporting Cristal          |
| Peruano | Franco Navarro       | 15    | Deportivo Municipal       |
| Peruano | Nehemias Mera        | 14    | CNI                       |
| Peruano | José Zapata          | 14    | Atlético Torino           |
| Peruano | Roberto Zevallos     | 13    | Coronel Bolognesi         |
| Peruano | Humberto Correa      | 13    | Atlético Torino           |
| Peruano | José Leyva           | 12    | Alfonso Ugarte            |
| Peruano | Julio César Uribe    | 11    | Sporting Cristal          |
| Peruano | José Andrés Carranza | 11    | Alianza Lima              |
| Peruano | Juan Rivero          | 11    | Alfonso Ugarte            |
| Peruano | Víctor Hurtado       | 10    | Sport Boys                |
| Peruano | Eduardo Rey Muñoz    | 10    | Universitario de Deportes |
| Peruano | Julio Zorrilla       | 10    | Deportivo Junín           |
| Peruano | Francisco Gonzales   | 10    | Alfonso Ugarte            |
| Peruano | Freddy Ravello       | 9     | Alianza Lima              |
| Peruano | Alberto Eugenio      | 9     | Atlético Chalaco          |
| Peruano | Marcos Echegaray     | 9     | ADT de Tarma              |
| Peruano | Genaro Neyra         | 9     | FBC Melgar                |

## Estadísticas
- Mejor Ataque: Alfonso Ugarte 58 goles a favor.
- Mejor Defensa: Alianza Lima 26 goles en contra.
- Equipo con mayor cantidad de partidos ganados: Sporting Cristal 19 triunfos.
- Equipo con menor cantidad de partidos perdidos: Sporting Cristal 6 derrotas.
- Equipo con menor cantidad de partidos ganados: Juventud La Palma 6 triunfos.
- Equipo con mayor cantidad de partidos perdidos: Juventud La Palma 19 derrotas.
- Equipo con mayor cantidad de empates: Universitario de Deportes 16 empates.
- Equipo con menor cantidad de empates: Deportivo Junín 8 empates.
- Equipo más goleado del torneo: Juventud La Palma 69 goles en contra.
- Equipo menos goleador del torneo: Juan Aurich 28 goles a favor.
- Mayor goleada del torneo: Atlético Torino 6-0 CNI de Iquitos.
- Racha más larga de victorias: 4 victorias consecutivas Alfonso Ugarte (Jornada 2 – 5)
- Racha más larga de partidos sin perder: 20 partidos consecutivos Sporting Cristal (Jornada 1 – 20)
- Racha más larga de derrotas: 3 derrotas consecutivas Juventud La Palma (Jornada 16 – 18)
- Racha más larga de partidos sin ganar: 11 partidos consecutivos Juventud La Palma (Jornada 15 – 25)